# تعلم قائم على حل المشكلات

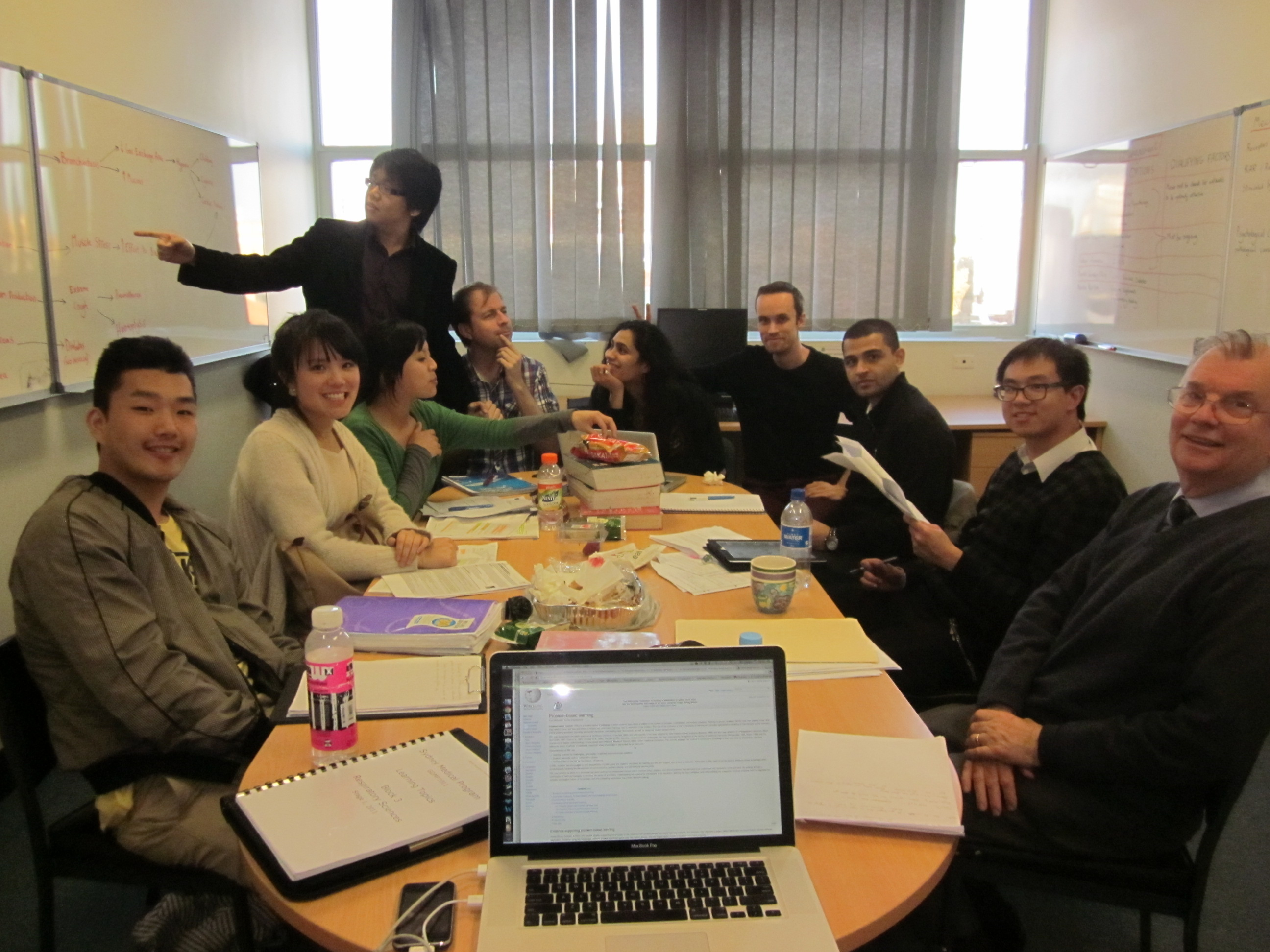

التعليم القائم على حلّ المشكلات (PBL) هو علم أصول التدريس الذي يركّز على الطالب والذي يتعرّف فيه الطلاب على موضوع ما من خلال تجربة حلّ مشكلةٍ ذات نهاية مفتوحة موجودة في مادة التحفيز. لا تركز عملية PBL على حلّ المشكلات من خلال حلّ محدّد، ولكنها تسمح بتطوير مهاراتٍ وسمات أخرى مرغوبة. وهذا يشمل اكتساب المعرفة، وتعزيز التعاون والتواصل الجماعي. طُوّرت عملية PBL لتشمل التعليم الطبي ومنذ ذلك الحين جرى توسيع نطاقها لتضمّ تطبيقاتٍ على برامج التعلّم الأخرى. تسمح العملية للمتعلمين بتطوير المهارات المستخدمة لممارساتهم المستقبلية. يعزّز التعليم القائم على حلّ المشكلات التقييم النقدي واسترجاع الأدب، ويشجع التعلم المستمر ضمن بيئة الفريق.
تتضمّن عملية البرنامج التعليمي للتعليم القائم على حلّ المشكلات (PBL) العمل في مجموعات صغيرة من المتعلمين. يؤدّي كل طالبٍ دورًا قد يكون رسميًا أو غير رسمي داخل المجموعة وغالبًا ما يتبدّل الدور. وهي تُركّز على تفكير ومنطق الطالب بهدف بناء معرفته الخاصة به. تتضمّن عملية ماستريخت ذات السبع قفزات توضيح المصطلحات، وتحديد المشكلة (المشكلات)، وعصفًا ذهنيًا، ووضع هيكلية وفرضية، وأهداف التعلم، والدراسة المستقلة والتجميع. باختصار، عملية البرنامج التعليمي للتعليم القائم على حلّ المشكلات (PBL) هي تحديد ما يعرفه الطلاب جيّدًا، وما يحتاجون إلى معرفته، وكيفية ومكان الوصول إلى المعلومات الجديدة التي قد تؤدّي إلى حلّ المشكلة. دور المعلم هو تيسير التعلّم من خلال دعم وتوجيه عملية التعلم والإشراف عليها. يهدف المعلم إلى بناء ثقة الطلاب عند معالجة المشكلات، بالإضافة إلى توسيع نطاق فهمهم أيضًا. تركز هذه العملية على النظرية البنائية. يمثّل التعليم القائم على حلّ المشكلات (PBL) نقلة نوعية من فلسفة التعليم والتعلم التقليدية، والتي تتمحور في معظم الأحيان على المحاضرات. تختلف بنيات تدريس التعليم القائم على حلّ المشكلات (PBL) اختلافًا كبيرًا عن الفصول الدراسية التقليدية أو التدريس من خلال إلقاء المحاضرات وغالبًا ما يتطلّب مزيدًا من وقت التحضير والموارد لدعم عملية تعلّم المجموعات الصغيرة.

## معناه
يُعرّف وود (2003) التعلم القائم على حلّ المشكلات على أنه عملية تستخدم مشكلات محدّدة ضمن سيناريو بهدف تعزيز المعرفة والفهم. مبادئ هذه العملية مدرجة أدناه:
الأهداف والنتائج المحدّدة ذاتيًا للمتعلم المُوجّه
1. يجري الطلاب دراسةً مستقلة ذاتية التوجيه قبل العودة إلى مجموعة أكبر
2. يجري التعلّم ضمن مجموعاتٍ صغيرة تتراوح من 8 إلى 10 أشخاص، بالإضافة إلى مدرّس لتيسير النقاش
3. يمكن استخدام مواد التحفيز مثل السيناريوهات السريرية الورقية أو بيانات المختبر أو الصور الفوتوغرافية أو المقالات أو مقاطع الفيديو أو المرضى (حقيقيين أو تمثيليين)
4. تساعد عملية ماستريخت ذات السبع قفزات على توجيه عملية البرنامج التعليمي للتعليم القائم على حلّ المشكلات (PBL)
5. يعتمد على مبادئ نظرية تعليم الكبار
6. جميع أعضاء المجموعة لديهم دور يلعبونه
7. يسمح لاكتساب المعرفة من خلال دمج العمل والنباهة
8. يعزّز العمل الجماعي والتواصل وحلّ المشكلات ويشجّع المسؤولية المستقلة عن تقاسم المعرفة؛ أي جميع المهارات الأساسية للممارسة في المستقبل
9. يمكن لأي شخص أداء ذلك طالما كان ذلك صحيحًا ويتسق مع الأسباب والسيناريوهات المحدّدة
10. يمكن أن نكون روّادًا وحائزين على شهادات مهنية
11. يعتمد على حالات وسيناريوهات بناء مادة المنهج الدراسي

## التاريخ
كانت عملية التعليم القائم على حلّ المشكلات (PBL) رائدة بفضل باروز وتامبلين في برنامج كلية الطب بجامعة ماكماستر في هاميلتون في ستينيات القرن العشرين. خيّب التعليم الطبي التقليدي ظنّ الطلاب، الذين أدركوا أن كمّ المواد الهائلة التي تُدرّس في السنوات الثلاث الأولى من كلية الطب ليس لها صلة تذكر بمزاولة الطب والطب السريري. جرى تطوير منهج (PBL) من أجل تحفيز التعلّم من خلال السماح للطلاب معرفة مدى صلة الأدوار المستقبلية وتطبيقها عليها. يحافظ (PBL) على مستوى أعلى من الدافع نحو التعلّم، ويظهر أهمية المواقف المهنية المسؤولة مع قيم العمل الجماعي. يسترعي الدافع للتعلّم الاهتمام لأنه يسمح باختيار المشكلات ذات التطبيق الواقعي.
جرى اعتماد التعلم القائم على حلّ المشكلات لاحقًا من خلال برامج أخرى في كلية الطب وتكيّفت بطريقة تسمح بتعليم طلاب المرحلة الجامعية الأولى، وكذلك لجميع المراحل التعليمية حتى نهاية الثانوي. توسّع استخدام (PBL) بدءًا من التعريف الأولي به في برامج الكليات الطبية ليشمل التعليم في مجالات علوم الصحّة الأخرى والرياضيات والقانون والتعليم والاقتصاد والأعمال والدراسات الاجتماعية والهندسة. يتضمّن (PBL) المشكلات التي يمكن حلها بعدة طرق مختلفة اعتمادًا على التحديد الأولي للمشكلة، وقد تُعالج تلك المشكلات من خلال أكثر من حلّ.

## المزايا
يتمتّع التعليم القائم على حلّ المشكلات (PBL) بعدّة مزايا. فهو يركّز على الطالب، ما يسمح بالتعلّم النشط وفهمٍ وحفظٍ أفضل للمعرفة. ويساعد على تطوير المهارات الحياتية التي تنطبق على العديد من المجالات. يمكن استخدامه لتعزيز المعرفة بالمحتوى وفي الوقت نفسه لتعزيز تنمية التواصل وحلّ المشكلات والتفكير النقدي والتعاون ومهارات التعلّم الذاتي. قد يضع (PBL) الطلاب في العمل على النحو الأمثل باستخدام تجارب العالم الحقيقي. من خلال تسخير الفكر الجماعي، قد تقدم وجهات النظر المختلفة تصوراتٍ مختلفة وحلولًا للمشكلة. فيما يلي مزايا وقيود التعلّم القائم على حلّ المشكلات.

### التعليم الذي يركّز على الطلاب
في التعلم القائم على حل المشكلات، يشارك الطلاب بفاعلية وهم يحبون هذه الطريقة. يعزّز (PBL) التعلّم النشط، وكذلك الحفظ وتطوير مهارات التعلم مدى الحياة. يشجّع (PBL) التعلّم الموجّه ذاتيًا من خلال مواجهة الطلاب للمشكلات ويحفّز تطوير التعلّم العميق.

### يدعم التعلّم مدى الحياة
يركّز التعليم القائم على حل المشكلات على التعلّم مدى الحياة من خلال تطوير قدرات الطلاب في تحديد أهدافهم الخاصة وتحديد الموارد المناسبة للتعلم وتحمّل المسؤولية تجاه ما يحتاجون معرفته. كما أنه يساعدهم جيّدًا في الحفاظ على المعرفة على المدى البعيد.

### أولوية الفهم وليس الحقائق
يركّز التعليم القائم على حلّ المشكلات على إشراك الطلاب في إيجاد حلول لمواقف الحياة الحقيقية والمشاكل ذات الصلة بالسياق. في هذه الطريقة تحلّ منتديات النقاش والبحث التعاوني محلّ إلقاء المحاضرات.

### التعلم المتعمّق والنهج البنائي
يعزّز (PBL) التعلّم من خلال إشراك الطلاب في تفاعل المواد التعليمية. إذ يربطون المفهوم الذي يدرسونه بالأنشطة اليومية ويعززون معارفهم وفهمهم. وينشّط الطلاب أيضًا معارفهم السابقة ويبنون على أطر المعرفة المفاهيمية الحالية.

### تعزيز التعلم الذاتي
يحلّ الطلاب بأنفسهم المشاكل التي تُعطى لهم، ونتيجة لذلك يتحمّلون المزيد من الاهتمام والمسؤولية تجاه تعلّمهم. ويبحثون بأنفسهم عن مصادر مثل المقالات البحثية والمجلات والمواد على شبكة الإنترنت والكتب المدرسية وما إلى ذلك لدعم غرضهم. وبالتالي يزوّدهم بمزيد من الكفاءة في البحث عن المصادر مقارنةً بطلاب طرق التعلم التقليدية.

### فهم وكفاءة أفضل
يؤدي تكريس أهميةٍ أكبر لمعنى المواد القابلة للتطبيق وقابليتها للتطبيق، إلى فهمٍ أفضل للمواضيع المُستفادة. عندما يواجه الطلاب مزيدًا من التحديات والمشاكل المهمّة، يتمتعون حينها بكفاءةٍ أكبر. إن سياقات ومشاكل الحياة الحقيقية تجعل تعلمهم أكثر عمقًا ودائمًا، كما تعزّز قابلية نقل المهارات والمعرفة من الصف الدراسي إلى العمل. نظرًا لوجود مجالٍ أوسع لتطبيق المعرفة والمهارات، تتعاظم قابلية النقل. سيكون من المفيد جدًا لهم ليس فقط تصوّر ما سيكون عليه تطبيق تلك المعرفة وحسب، بل اكتساب الخبرة في مجال عملهم أو مهنتهم.

## السلبيات
وفقًا لوود (2003)، يشمل العيب الرئيسي لهذه العملية استهلاك الموارد وتسهيلات المعلمين. يتطلب الأمر مزيدًا من الموظفين لأداء دور نشط في التيسير والمناقشة التي تقودها المجموعة، ويجد بعض المعلمين أن تيسير التعلم القائم على حل المشكلات أمرٌ صعب ومحبط. تعد عملية مستهلكة للموارد لأنها تتطلب مساحة مادية أكبر وموارد حاسوبية يمكن الوصول إليها بشكل أكبر لاستيعاب التعلم الجماعي الأصغر المتزامن. يبلغ الطلاب أيضًا عن حالات عدم اليقين بسبب الإغراق المعلوماتي وعدم قدرتهم على تحديد مقدار الدراسة المطلوبة ومدى ملاءمة المعلومات المتاحة. قد لا يتمكن الطلاب من الوصول إلى القدوة الملهمة التي يمثلها المعلمون والتي تقدمها المناهج التقليدية.

### استهلاك الوقت
رغم أن الطلاب بشكل عام يحبون طريقة التعلم القائم على حل المشكلات ويكتسبون قدرة أكبر على حل مشكلات الحياة الواقعية في دورات التعلم التي تعتمدها، يجب على مدربي المنهجية في كثير من الأحيان استثمار المزيد من الوقت لتقييم تعلم الطلاب وإعداد مواد الدورات، على عكس مدرسي التعلم القائم على حل المشكلات. ينبع جزء من هذا الإحباط أيضًا من مقدار الوقت المخصص لتقديم بحث جديد ونتائج فردية للطلاب فيما يتعلق بكل موضوع، بالإضافة إلى الطبيعة غير المنظمة للعصف الذهني.

### الافتراضات التقليدية للطلاب
مشكلة التعلم القائم على حل المشكلات هي الافتراضات التقليدية للطلاب. قد يكون معظم الطلاب قد أمضوا سنواتهم التعليمية السابقة على افتراض أن معلمهم هو المصدر الرئيسي للمعرفة. بسبب هذا الافتراض، قد يفتقر الطلاب إلى القدرة على التساؤل ببساطة حول شيء ما في السنوات الأولى من التعلم القائم على حل المشكلات.

### دور المدرب
يجب على المدربين تغيير منهجياتهم التعليمية التقليدية من أجل إدراج التعلم القائم على حل المشكلات. تتمثل مهمتهم في التشكيك في معرفة الطلاب ومعتقداتهم وإعطاء تلميحات فقط لتصحيح أخطائهم وتوجيه الطلاب في أبحاثهم. قد تكون كل خصائص التعلم القائم على حل المشكلات غير مألوفة لدى بعض المعلمين؛ فيجدون صعوبة في تغيير عاداتهم السابقة.

### تقييم التلميذ
يجب على المدربين ابتكار طرق تقييم جديدة لتقييم إنجاز التلاميذ. يجب عليهم دمج الامتحانات الكتابية مع أسئلة مقالية معدلة، وامتحانات عملية، وتقييمات الزملاء والتقييم الذاتي وما إلى ذلك. اعتُبر التعلم القائم على حل المشكلات أكثر ملاءمة من قبل المشاركات الإناث، بينما تكون آثاره غير واضحة على قرائنهن الذكور عند مقارنته بالتعلم القائم على المحاضرات.

### الإغراق المعلوماتي
نشر سويلر وآخرون سلسلة من الدراسات على مدار العشرين عامًا الماضية ذات الصلة بالتعلم القائم على حل المشكلات، والمتعلقة بالإغراق المعلوماتي وما يصفونه بتأثير تلاشي التوجيه. أجرى سويلر وآخرون العديد من الدراسات الصفية مع طلاب يدرسون مسائل الجبر. أظهرت هذه الدراسات أن إستراتيجية حل المشكلات النشط في وقت مبكر من عملية التعلم تعد أقل فعالية من دراسة الأمثلة المحلولة (سويلر وكوبر، 1985؛ كوبر وسويلر، 1987). من المؤكد أن حل المشكلات النشط مفيد إذ يصبح المتعلمون أكثر كفاءة وأكثر قدرة على التعامل مع قيود الذاكرة العاملة لديهم. لكن في وقت مبكر من عملية التعلم، قد يجد المتعلمون صعوبة في معالجة كمية كبيرة من المعلومات في وقت قصير. لذلك، قد تصبح صعوبة حل المشكلات النشط مشكلة بالنسبة للمبتدئين. بمجرد أن يكتسب المتعلمون الخبرة، ستساعد السقالات المتأصلة في التعلم القائم على حل المشكلات المتعلمين على تجنب هذه المشكلات. أجريت هذه الدراسات بشكل كبير على أساس حل المشكلات الفردية المحددة جيدًا.